# Kanton Nice-4
Kanton Nice-4 (fr. Canton de Nice-4) je francouzský kanton v departementu Alpes-Maritimes v regionu Provence-Alpes-Côte d'Azur. Tvoří ho čtvrti Thiers, Musiciens a Rue de France města Nice.